# Giuseppe Civati
Giuseppe (Pippo) Civati (ur. 4 sierpnia 1975 w Monzy) – włoski polityk i publicysta, deputowany, w 2013 kandydat na lidera Partii Demokratycznej.

## Życiorys
Ukończył szkołę średnią w Monzy, następnie filozofię na Uniwersytecie w Mediolanie, gdzie obronił doktorat. Współpracował z macierzystą uczelnią i uniwersytetem w Barcelonie. W działalność polityczną zaangażował się w 1995, gdy brał udział w zakładaniu kół poparcia dla Romano Prodiego. Dwa lata później uzyskał mandat radnego Monzy, został też sekretarzem miejskich struktur Demokratów Lewicy. Od 2005 był radnym regionu Lombardia. W 2007 ze swoim ugrupowaniem dołączył do Partii Demokratycznej.
W wyborach w 2013 uzyskał mandat posła do Izby Deputowanych XVII kadencji. W tym samym roku kandydował na sekretarza generalnego (lidera) Partii Demokratycznej, zajmując w wyborach z poparciem około 9,5% głosujących 3. miejsce. W 2015 po konflikcie z władzami PD wystąpił z partii, założył własne ugrupowanie pod nazwą Possibile, kierował nim do 2022.

## Wybrane publikacje
- Un dialogo sull'umanesimo. Hans-Georg Gadamer e Ernesto Grassi, L'Eubage, Aosta 2003
- La libertà perduta. Dialogus de Libertate di Alamanno Rinuccini, Vittone editore, Monza 2003
- No logos? Sommario sulla globalizzazione da un punto di vista filosofico, CUEM, Mediolan 2005
- Nostalgia del futuro. La sinistra e il PD da oggi in poi, Marsilio, Wenecja 2009
- La rivendicazione della politica: cinque stelle, mille domande e qualche risposta, Fuorionda, Arezzo 2012